# Биркенхюгель
Биркенхюгель (нем. Birkenhügel) — община в Германии, в земле Тюрингия. 
Входит в состав района Заале-Орла. Подчиняется управлению Зале-Реннштейг.  Население составляет 426 человек (на 31 декабря 2010 года). Занимает площадь 5,55 км².